# پرستوی صخره آمریکایی
پرستوی صخره آمریکایی (نام علمی: Petrochelidon pyrrhonota) نام یک گونه از سرده پرستوهای صخره است.

## نگارخانه

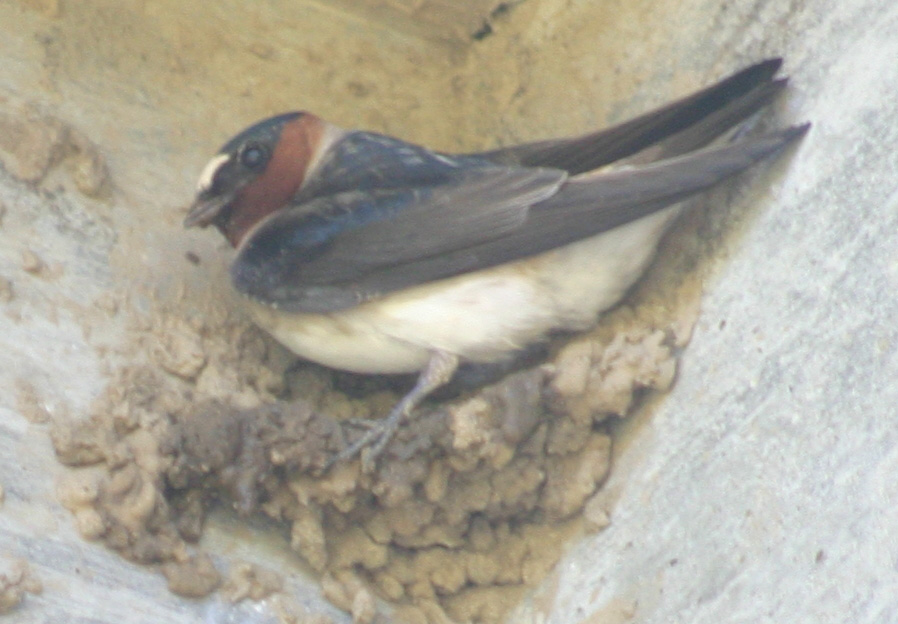
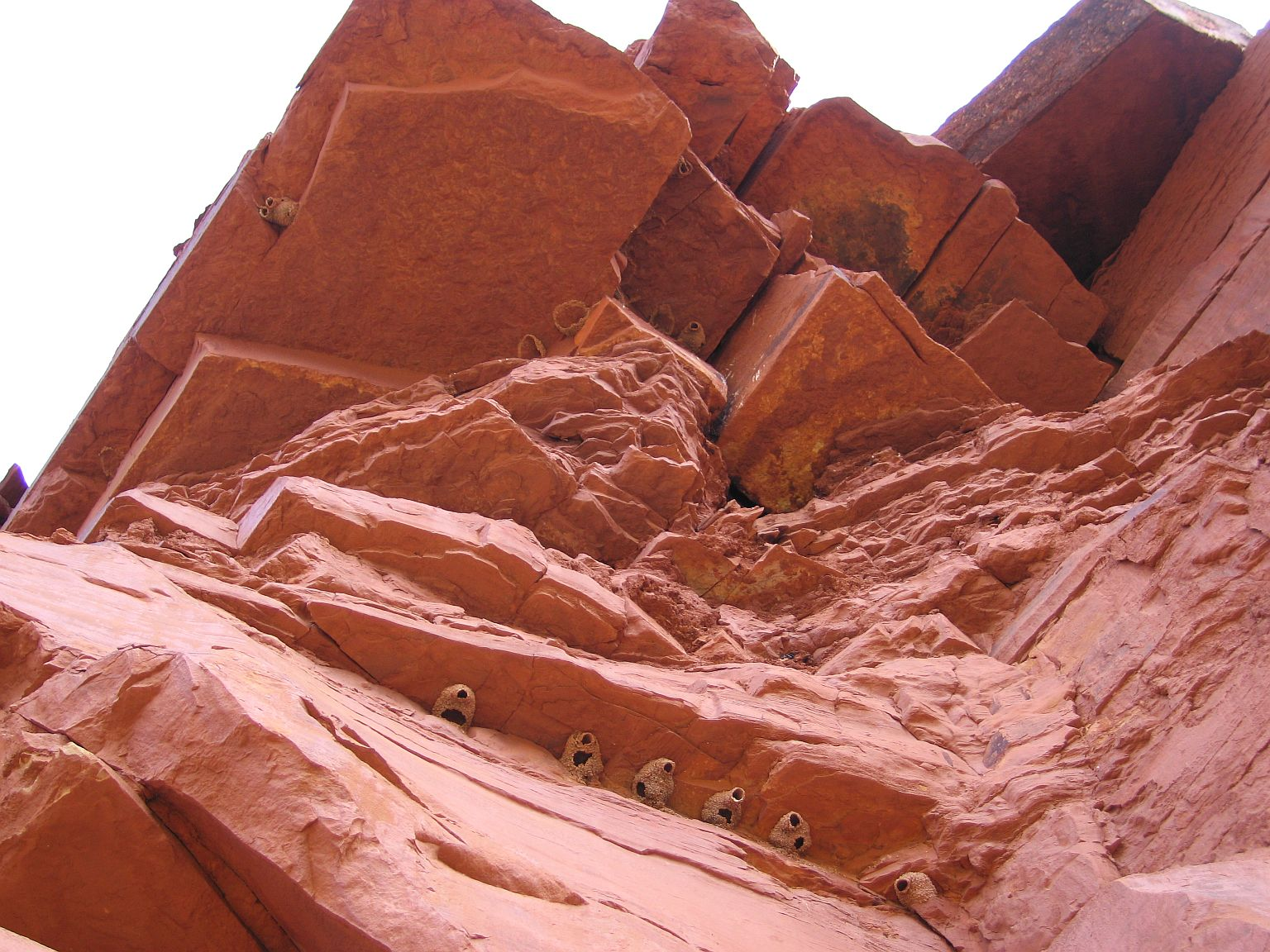
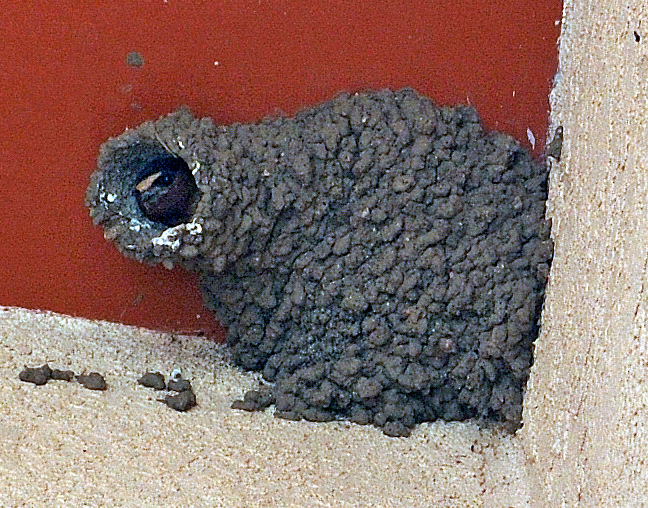
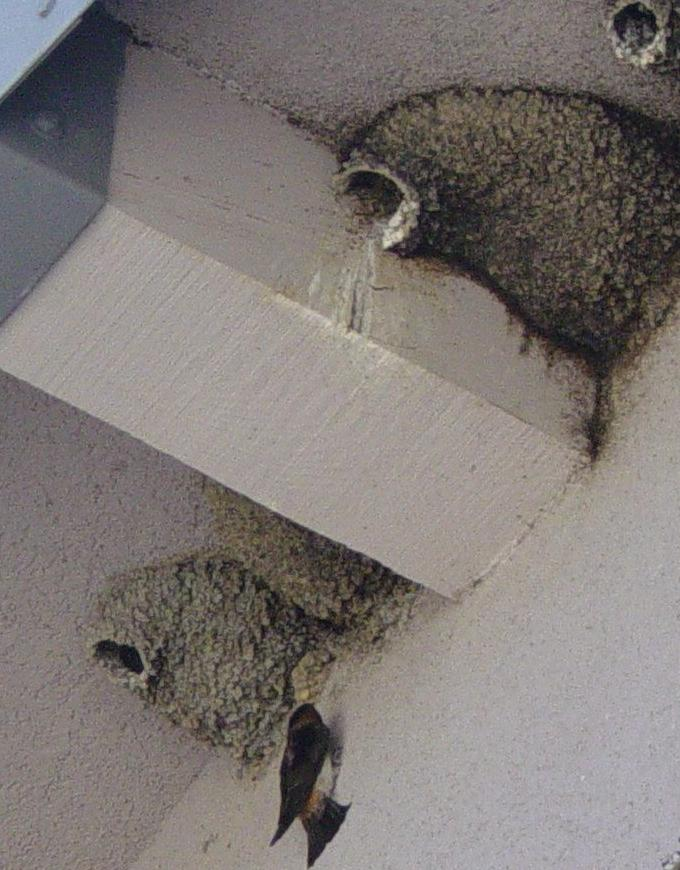
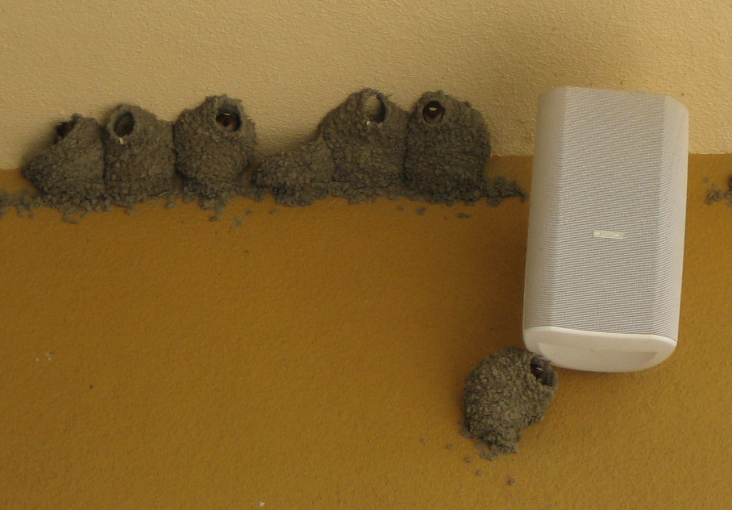
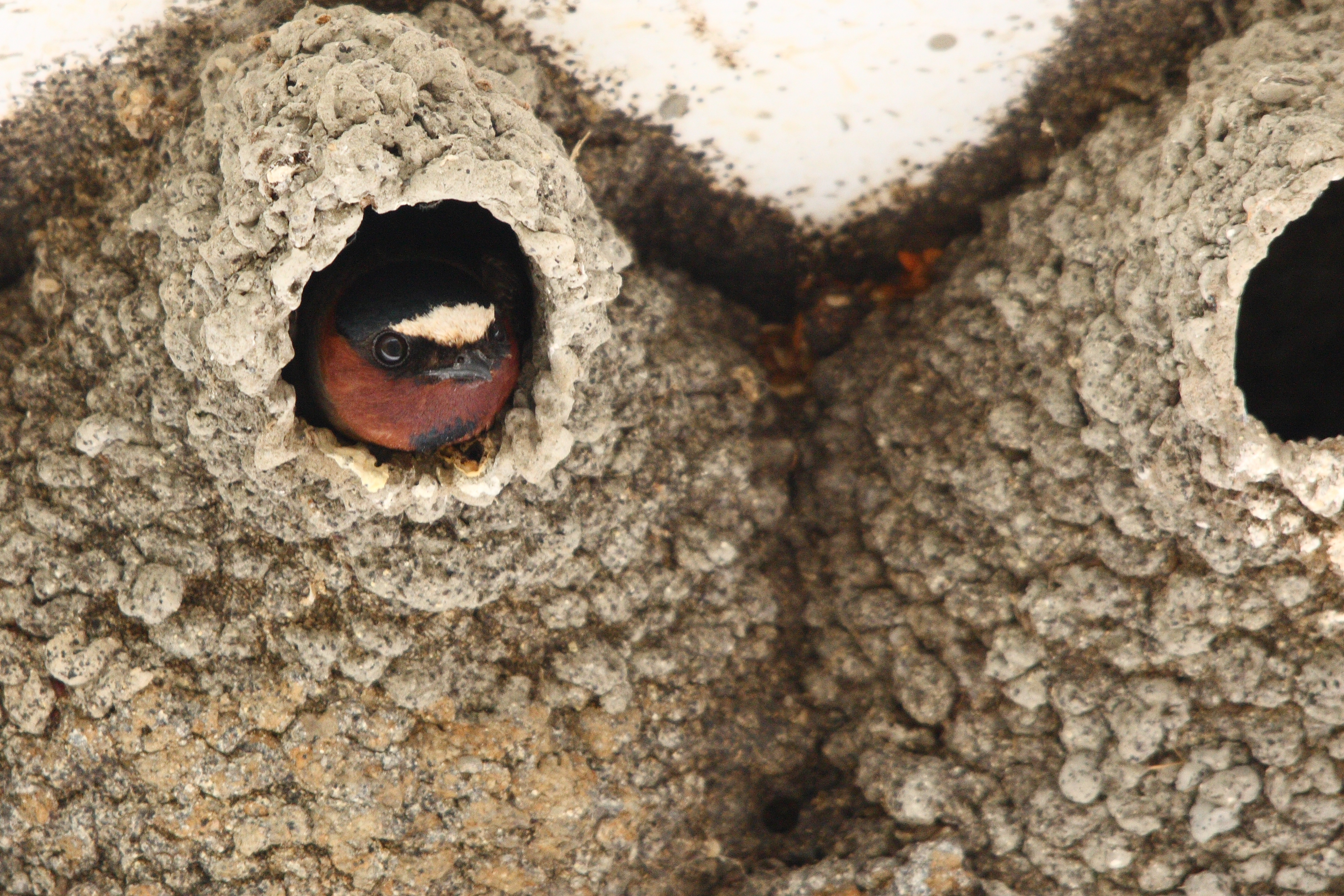